# Nazionale femminile di pallacanestro del Belgio
La nazionale di pallacanestro femminile del Belgio, selezione composta dalle migliori giocatrici di pallacanestro di nazionalità belga, rappresenta il Belgio nelle competizioni internazionali femminili di pallacanestro organizzate dalla FIBA ed è gestita dalla Federazione cestistica del Belgio. La nazionale si è confermata campione d'Europa, battendo ancora una volta la Spagna, dopo averla già sconfitta nel 2023.

## Storia
La nazionale belga ha partecipato quattordici volte alla fase finale dell'EuroBasket, riuscendo a conquistare quattro medaglie nel giro di otto anni: in particolare, vincendo due ori consecutivi tra il 2023 e il 2025 e ottenendo due bronzi, nel 2017 e nel 2021.

## Piazzamenti
Olimpiadi
- 2020 - 7º
- 2024 - 4º

Mondiali
- 2018 - 4°
- 2022 - 5°

Europei
- 1950 - 8°
- 1960 - 10°
- 1962 - 10°
- 1968 - 7°
- 1970 - 12°
- 1976 - 12°
- 1980 - 13°
- 1985 - 12°
- 2003 - 6°
- 2007 - 7°
- 2017 -  3°
- 2019 - 5°
- 2021 -  3°
- 2023 -  1°
- 2025 -  1°

## Formazioni

### Olimpiadi
Pallacanestro ai Giochi della XXXII Olimpiade - Torneo femminile5 K. Mestdagh, 6 Delaere, 9 Carpréaux, 11 Meesseman, 12 Wauters, 13 Linskens, 22 H. Mestdagh, 32 Nauwelaers, 34 Massey, 35 Vanloo, 42 Raman, 55 Allemand,        All. Philip Mestdagh
Pallacanestro ai Giochi della XXXIII Olimpiade - Torneo femminile4 Ramette, 6 Delaere, 10 Résimont, 11 Meesseman, 13 Linskens, 15 Claessens, 22 Mununga, 25 Be. Massey, 31 Lisowa-Mbaka, 34 Bi. Massey, 35 Vanloo, 99 Joris,        All. Rachid Meziane

### Mondiali
Campionato mondiale femminile di pallacanestro 20185 K. Mestdagh, 6 Delaere, 8 Nawezhi, 9 Carpréaux, 11 Meesseman, 12 Wauters, 13 Linskens, 22 H. Mestdagh, 32 Nauwelaers, 35 Vanloo, 42 Raman, 55 Allemand,        All. Philip Mestdagh
Campionato mondiale femminile di pallacanestro 20224 Ramette, 6 Delaere, 10 Résimont, 11 Meesseman, 13 Linskens, 19 Ben Abdelkader, 25 Be. Massey, 31 Lisowa-Mbaka, 34 Bi. Massey, 35 Vanloo, 55 Allemand, 99 Joris,        All. Valéry Demory

### Europei
Campionato europeo femminile di pallacanestro 19503 Van Geert, 4 Verset, 5 Polspoel, 6 Neus, 7 Thijs, 8 Van Mol, 9 Knaepen, 10 Herbener, 11 Vandervecken, 12 D'Hoossche, 13 Helsen, 14 Meirsonne, 15 Loly, 16 LeClercq,        All. -
Campionato europeo femminile di pallacanestro 19603 Van Geert, 4 Mertens, 5 De Rijck, 6 Vanderheyden, 7 Haeyen, 8 Blancke, 9 Van Vlasselaer, 10 De Wandeleer, 11 Vandervecken, 12 Stals, 13 Sey, 14 Coppieters,        All. -
Campionato europeo femminile di pallacanestro 19624 Deckers, 5 Henrotin, 6 Andre, 7 Coppieters, 8 Blancke, 9 Van Vlasselaer, 10 DeClercq, 11 Vandervecken, 12 George, 13 Sey, 14 Malaise, 15 De Buck,        All. -
Campionato europeo femminile di pallacanestro 19684 Wieme, 5 Blancke, 6 Vanderheyden, 7 De Buck, 8 Van Vlasselaer, 9 De Luyck, 10 DeClercq, 11 Van Imschoot, 12 Vanderborght, 13 Meline, 14 Malaise, 15 Vermeire,        All. -
Campionato europeo femminile di pallacanestro 19704 Agon, 5 Buyl, 6 Furnier, 7 De Buck, 8 Aspeslagh, 9 DeClercq, 10 Honhon, 11 Van Imschoot, 12 Vanderborght, 13 Michiels, 14 Wauters, 15 Vermeire,        All. -
Campionato europeo femminile di pallacanestro 19764 Verbruggen, 5 Ockiek, 6 Wauters, 7 Vincke, 8 Stoks, 9 Kerssebeeck, 10 Wasielewska, 11 Agon, 12 Moerenhout, 13 Serron, 14 Lannoy, 15 Brunin,        All. -
Campionato europeo femminile di pallacanestro 19804 Verbruggen, 5 Supeley, 6 Agon, 7 Ockiek, 8 Stoks, 9 Rommel, 10 Wasielewska, 11 Tankrey, 12 Vermeulen, 13 Martin, 14 Dewandeler, 15 Van Doren,        All. -
Campionato europeo femminile di pallacanestro 19854 Leblanc, 5 Dewandeler, 6 De Roo, 7 Schelkens, 8 Georis, 9 Rommel, 10 Vandermarliere, 11 Tankrey, 12 Van Roy, 13 Van Boxelaer, 14 Snauweaert, 15 Desplat,        All. -
Campionato europeo femminile di pallacanestro 20034 Charlier, 5 Vercauteren, 6 De Roose, 7 Wambe, 8 Maclot, 9 De Mondt, 10 Deyaert, 11 Van Malderen, 12 Wauters, 13 Boonen, 14 Brus, 15 De Roeck,        All. Benny Mertens
Campionato europeo femminile di pallacanestro 20074 Leemans, 5 Carpréaux, 6 Medvedeva, 7 Callens, 8 Wambe, 9 De Mondt, 10 Deyaert, 11 Van Malderen, 12 Wauters, 13 Boonen, 14 Decroos, 15 Van Den Vonder,        All. Laurent Buffard
Campionato europeo femminile di pallacanestro 20175 K. Mestdagh, 6 Delaere, 8 Hendrickx, 9 Carpréaux, 11 Meesseman, 12 Wauters, 22 H. Mestdagh, 23 Geldof, 32 Nauwelaers, 35 Vanloo, 42 Raman, 00 Linskens,       All. Philip Mestdagh
Campionato europeo femminile di pallacanestro 20195 K. Mestdagh, 6 Delaere, 9 Carpréaux, 11 Meesseman, 12 Wauters, 13 Linskens, 22 H. Mestdagh, 23 Geldof, 32 Nauwelaers, 35 Vanloo, 42 Raman, 55 Allemand,        All. Philip Mestdagh
Campionato europeo femminile di pallacanestro 20215 K. Mestdagh, 6 Delaere, 9 Carpréaux, 11 Meesseman, 13 Linskens, 22 H. Mestdagh, 23 Geldof, 25 Be. Massey, 32 Nauwelaers, 34 Bi. Massey, 35 Vanloo, 55 Allemand,        All. Philip Mestdagh
Campionato europeo femminile di pallacanestro 20234 Ramette, 6 Delaere, 10 Résimont, 11 Meesseman, 13 Linskens, 22 Mununga, 23 Geldof, 25 Be. Massey, 31 Lisowa-Mbaka, 34 Bi. Massey, 35 Vanloo, 55 Allemand,        All. Rachid Meziane
Campionato europeo femminile di pallacanestro 20254 Ramette, 5 Claessens, 6 Delaere, 11 Meesseman, 13 Linskens, 22 Mununga, 25 Massey, 27 Vervaet, 31 Lisowa-Mbaka, 35 Vanloo, 55 Allemand, 99 Joris,        All. Mike Thibault

## Nazionali giovanili
- Selezioni giovanili della nazionale femminile di pallacanestro del Belgio